# Gilvydas Biruta
Gilvydas Biruta (Jonava, 10 ottobre 1991) è un ex cestista e allenatore di pallacanestro lituano, professionista in Lituania, Grecia, Italia e Francia.

## Carriera
Dopo l'high school trascorre due anni alla Rutgers University (9,66 punti e 5,41 rimbalzi in 64 partite) e due alla Rhode Island University (9,34 punti e 5,77 rimbalzi in 65 partite). Dopo non essere stato scelto al Draft NBA 2015, partecipa alla NBA Summer League di Las Vegas con i Denver Nuggets e il 5 agosto firma in patria con il Neptūnas Klaipėda. Il 24 febbraio si trasferisce in Grecia, terminando la stagione tra le file del Lavrio, per sostituire Ashley Hamilton. In estate rimane nella A1 greca, firmando il 30 agosto per l'Aries Trikala, nelle cui 21 partite disputate ha una media di 11 punti a partita. Il 22 marzo firma per l'Assigeco Piacenza, sostituendo il partente Bobby Jones. Diventato free agent il 4 luglio firma in Francia con il Bourg-en-Bresse.